# Zwaartekracht (sculptuur)
Zwaartekracht is een sculptuur in Baarn in de vorm van een sterdodecaëder. 
De sculptuur bestaat uit een roestvrijstalen constructie op een bijna anderhalve meter hoge sokkel van roestvrij staal. Het inwendige van deze constructie wordt gevormd door één van de platonische lichamen, de dodecaëder. De dodecaëder is opgebouwd uit 15 exact gelijke, platte delen die tezamen een ‘bol’ vormen. 
De sterdodecaëder ontstond door het verlengen van de ribben van de twaalf regelmatige vijfhoeken van de dodecaëder. Op elk vlak staat een regelmatige vijfzijdige piramide. Elke piramide heeft vijf trapeziumvormige openingen. 

## Escher
Het beeld is geïnspireerd op de litho/aquarel ‘Zwaartekracht’ (1952) van M.C. Escher. Mogelijk kwam Escher op het in de San Marco kerk in Venetië, waar de ster in mozaïek in de vloer is gelegd.  
Graficus Escher hield van deze ruimtelijke figuur, omdat ze eenvoudig en tegelijk ingewikkeld is. Hij verwerkte in meerdere van zijn prenten de vijf platonische lichamen (tetraëder, kubus, octaëder, dodecaëder en icosaëder). 

## 2012
De sculptuur was een cadeau van de gemeente Baarn voor de Waldheim-mavo en Het Baarnsch Lyceum, ter ere van de gereedgekomen nieuwbouw van beide scholen. Het beeld werd  op 10 april 2012 onthuld door burgemeester Mark Röell en rector Henk van Ommen. De kinderen van Escher waren leerling van het Baarnsch Lyceum.

## Varia
Een perspex sterdodecaëder werd voor het eerst aan het grote publiek getoond in 2023, in museum Escher in Het Paleis. 